# جهان وارکرفت: سرزمین‌های سایه
دنیای وارکرفت: سرزمین‌های سایه (به انگلیسی: World of Warcraft: Shadowlands) پس از گسترش دهنده نبرد برای آزروث، هشتمین بسته الحاقی برای عنوان نقش‌آفرینی برخط چندنفره گسترده (MMORPG) دنیای وارکرفت است. در تاریخ ۱ نوامبر ۲۰۱۹ در بلیزکان معرفی و برای پیش فروش در دسترس قرار گرفت. بازی برای انتشار در تاریخ ۲۷ اکتبر ۲۰۲۰ برنامه‌ریزی شده بود ولی برای انتشار در ۲۳ نوامبر ۲۰۲۰ تأخیر خورد.
این بسته گسترش دهنده باعث بازشدن منطقهٔ «سرزمین‌های سایه»، یک قلمرو مردگان در داستان وارکرفت، می‌شود. این اولین بار است که در بازی ویژگی به اسم «level squish» به همراه یک سیستم تسطیح کاملاً اصلاح شده اضافه شده‌است. دسترسی به کلاس Death Knight برای مسابقاتی که قبلاً به آن دسترسی نداشتند، Covenants در مناطق جدید و سیاهچال‌ها و حمله‌های جدید در این بازی می‌باشد.

پس از تأخیر یک‌ماهه، بلیزارد اعلام کرد این گسترش دهنده در تاریخ ۲۳ نوامبر ۲۰۲۰ منتشر خواهد شد. و در همان تاریخ منتشر شد.